# Euphyia griseoviridis
Euphyia griseoviridis là một loài bướm đêm trong họ Geometridae.